# Ligne de Figeac à Arvant
La ligne de Figeac à Arvant est une voie ferrée française non électrifiée, à écartement standard et à voie unique, des régions Auvergne-Rhône-Alpes et Occitanie. Elle relie les gares de Figeac dans le Lot et d'Arvant en Haute-Loire. 
Elle constitue la ligne 720 000 du réseau ferré national.

## Histoire
La section d'Arvant à Lempdes, partie d'un itinéraire « de Clermont-Ferrand à Lempdes », est concédée à titre définitif par décret impérial le 21 avril 1853 à Messieurs le comte de Morny, J. Masterman, le comte H. de Pourtalès-Gorgier, Matthiew Uzielli, Calvet-Rogniat, Samuel Laing, le marquis de Latour-Maubourg et Hutchinson. Ce même décret concède à titre éventuel aux mêmes personnes, un chemin de fer « de Lempdes à la rivière Lot » dont la section de Lempdes à Figeac constitue une partie de l'itinéraire.
Le 30 mars 1853 est constituée la Compagnie du chemin de fer Grand-Central de France. Cette compagnie est autorisée par un décret impérial du 30 juillet 1853 qui autorise aussi sa substitution aux concessionnaires initiaux de la ligne.
Les 2 février et 6 avril 1855 est signée une convention entre le ministre des Travaux publics et les administrateurs de la Compagnie du chemin de fer Grand-Central de France. Elle concède à titre définitif à la compagnie la ligne « de Lempdes à la rivière Lot ». Cette convention est approuvée par décret impérial le 7 avril 1855.
À la suite de la déconfiture financière de la Compagnie du chemin de fer Grand-Central de France, son démantèlement est organisé en 1857 au profit de la Compagnie du chemin de fer de Paris à Orléans et de la constitution de la Compagnie des chemins de fer de Paris à Lyon et à la Méditerranée. La Compagnie du chemin de fer de Paris à Orléans récupère notamment la concession de la ligne de Figeac à Arvant par la convention signée le 11 avril 1857 avec le ministre des Travaux publics. Cette convention est approuvée par décret le 19 juin 1857.
Des travaux de Renouvellement Voie Ballast ont été effectués en été 2012, engagés dans le cadre du Plan Rail Auvergne. Le 11 septembre 2012, un accident du travail s'est produit, tuant deux ouvriers sur le coup, originaires du Pas-de-Calais et travaillant pour un sous-traitant du département, et en blessant gravement un autre. Un wagon transport du ballast s'est détaché de l'engin qui le tractait et a heurté un groupe d'ouvriers avant de percuter un engin de levage. Une enquête pour homicide involontaire a été ouverte. À la suite de cet accident, les travaux de RVB entrepris sur une autre ligne de la région Auvergne, entre Clermont-Ferrand et Volvic, ont été suspendus à titre conservatoire, selon un communiqué de RFF.

Photographies
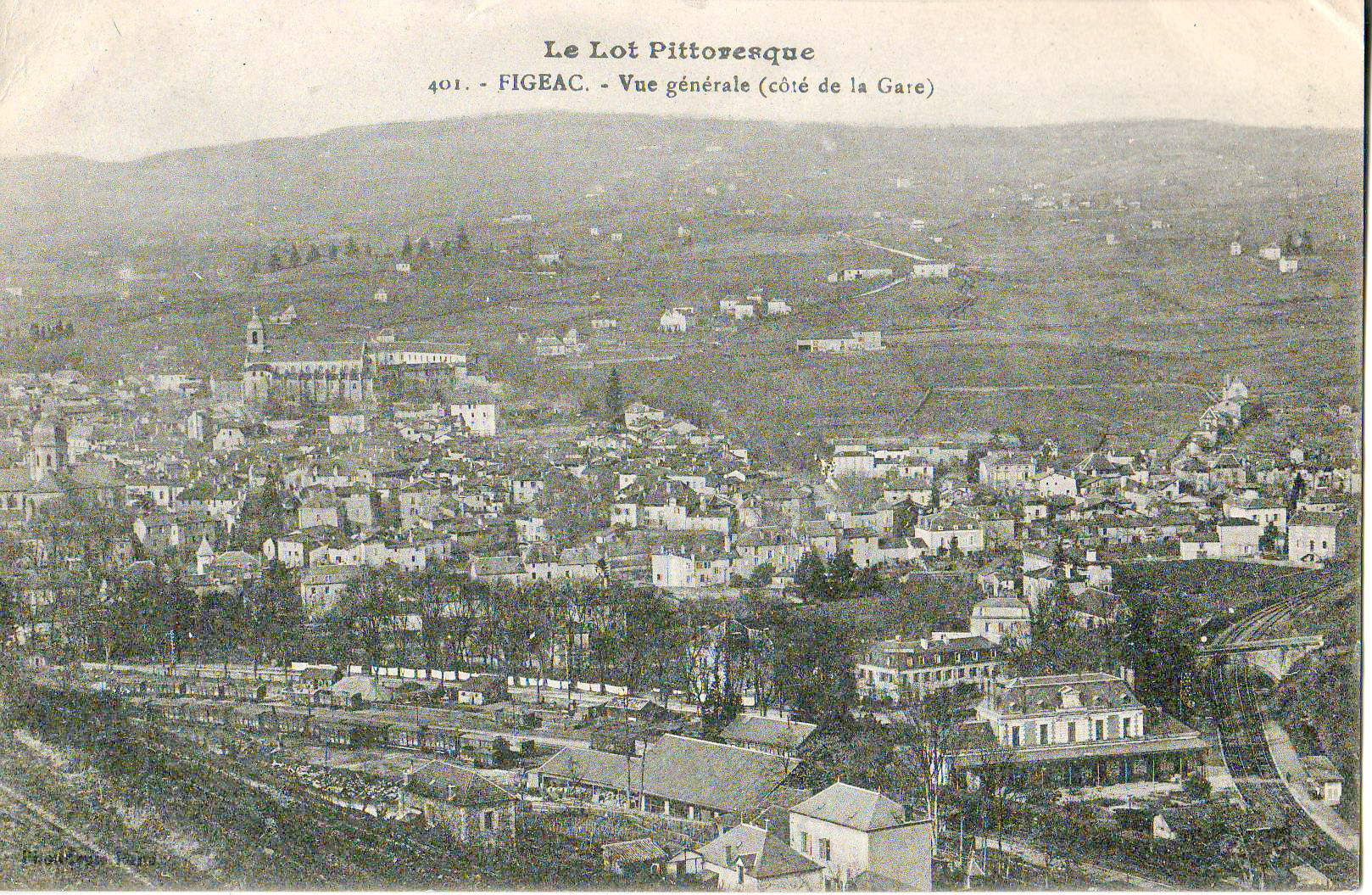
Le quartier de la gare de Figeac au début du XXe siècle. On distingue clairement l'implantation de la gare au centre de la bifurcation entre la ligne d'Arvant et celle de Brive-la-Gaillarde.
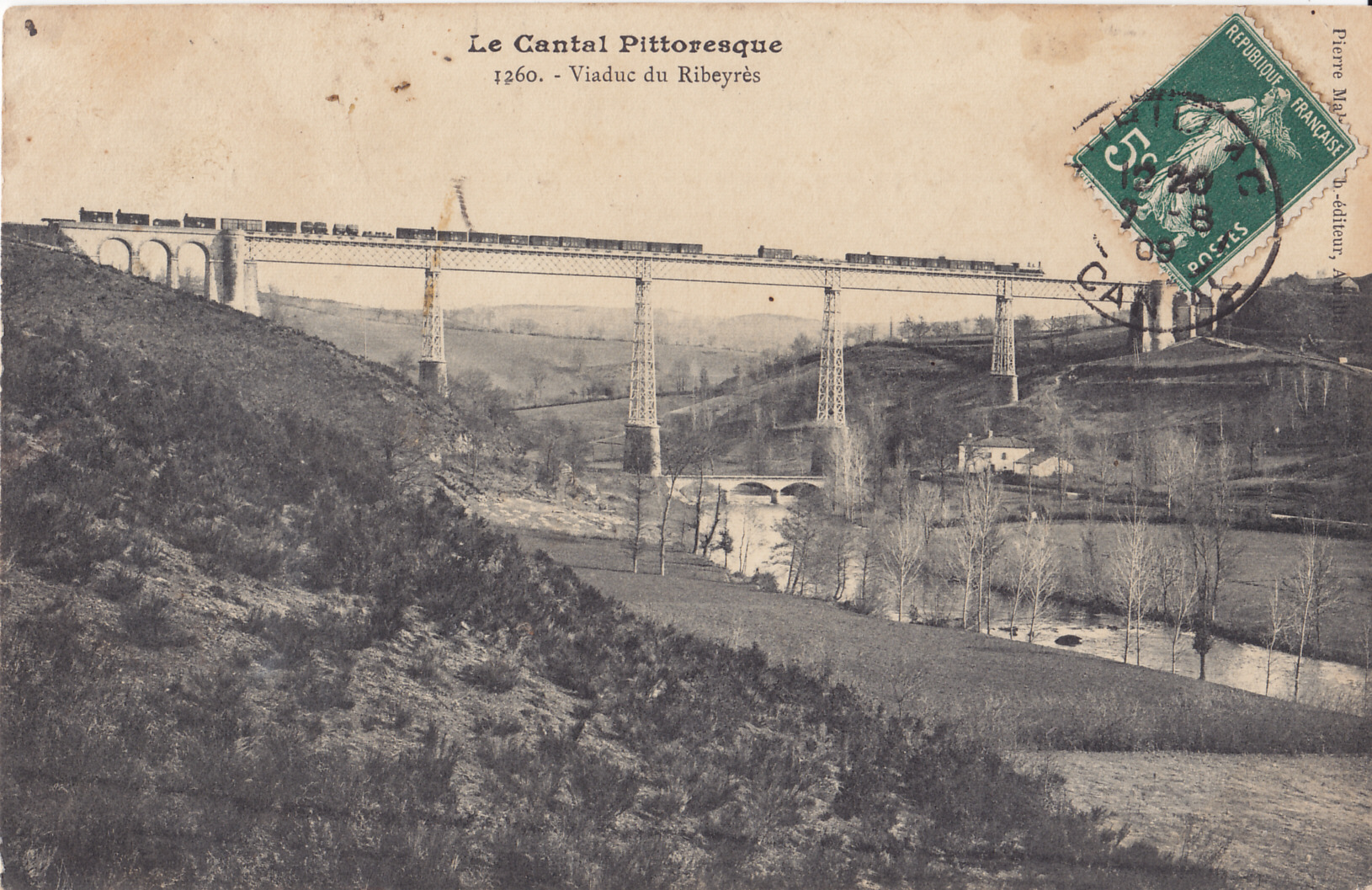
Le viaduc de Ribeyrès, vers 1909.
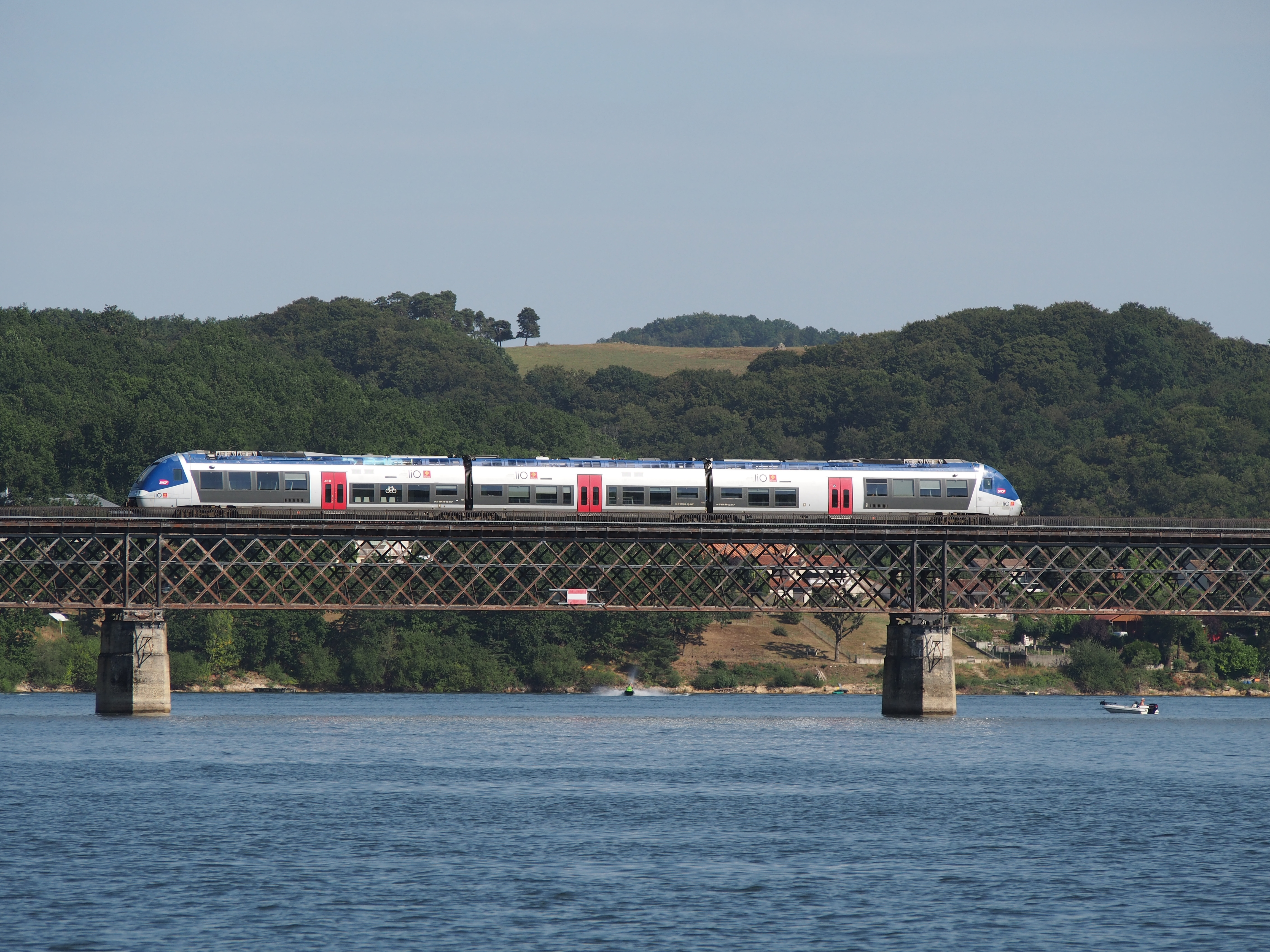
Un TER Aurillac - Toulouse sur le viaduc du Ribeyrès en 2023.
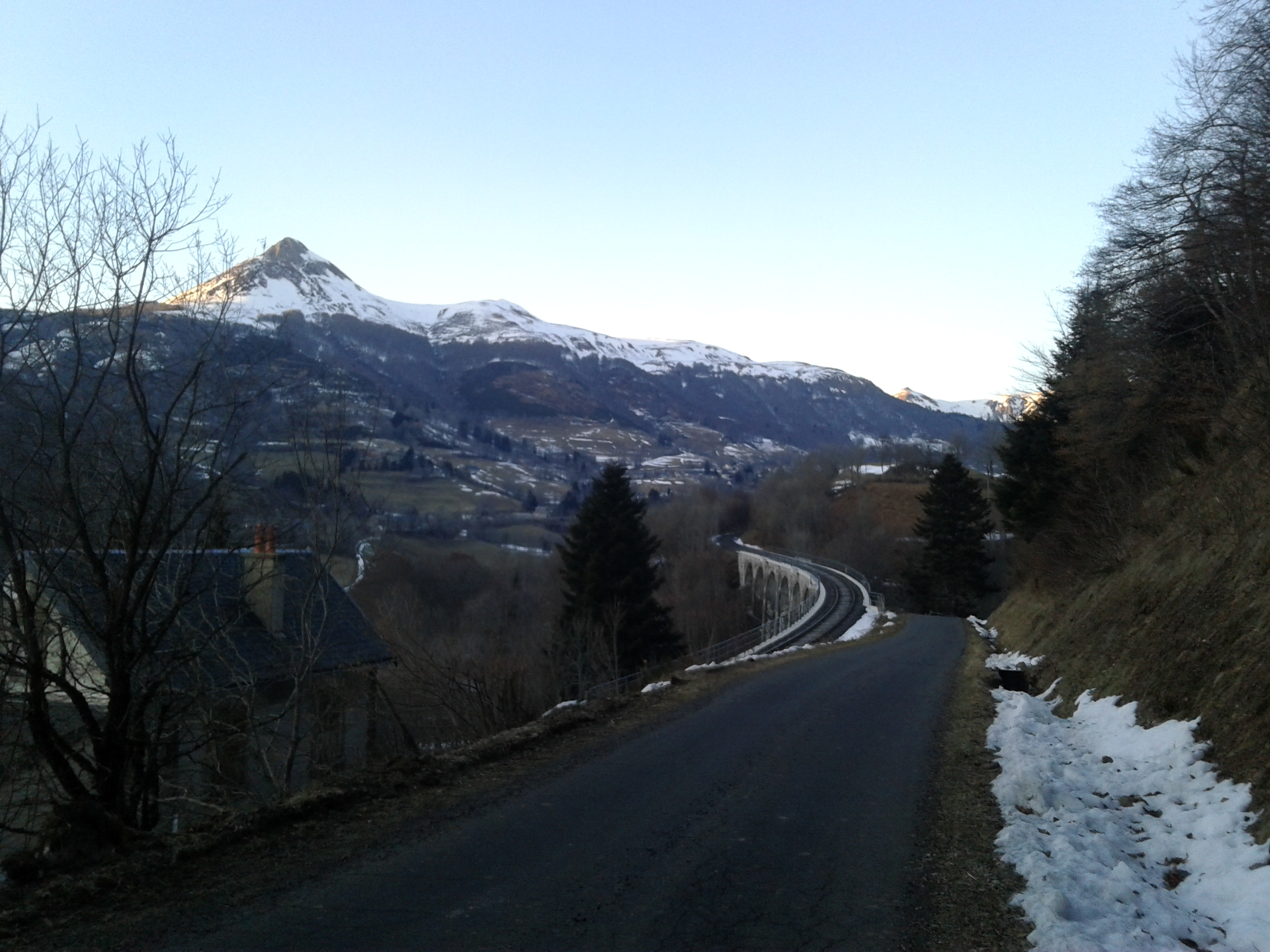
L'ancienne halte de Puy Griou et le viaduc d'Elbarat.
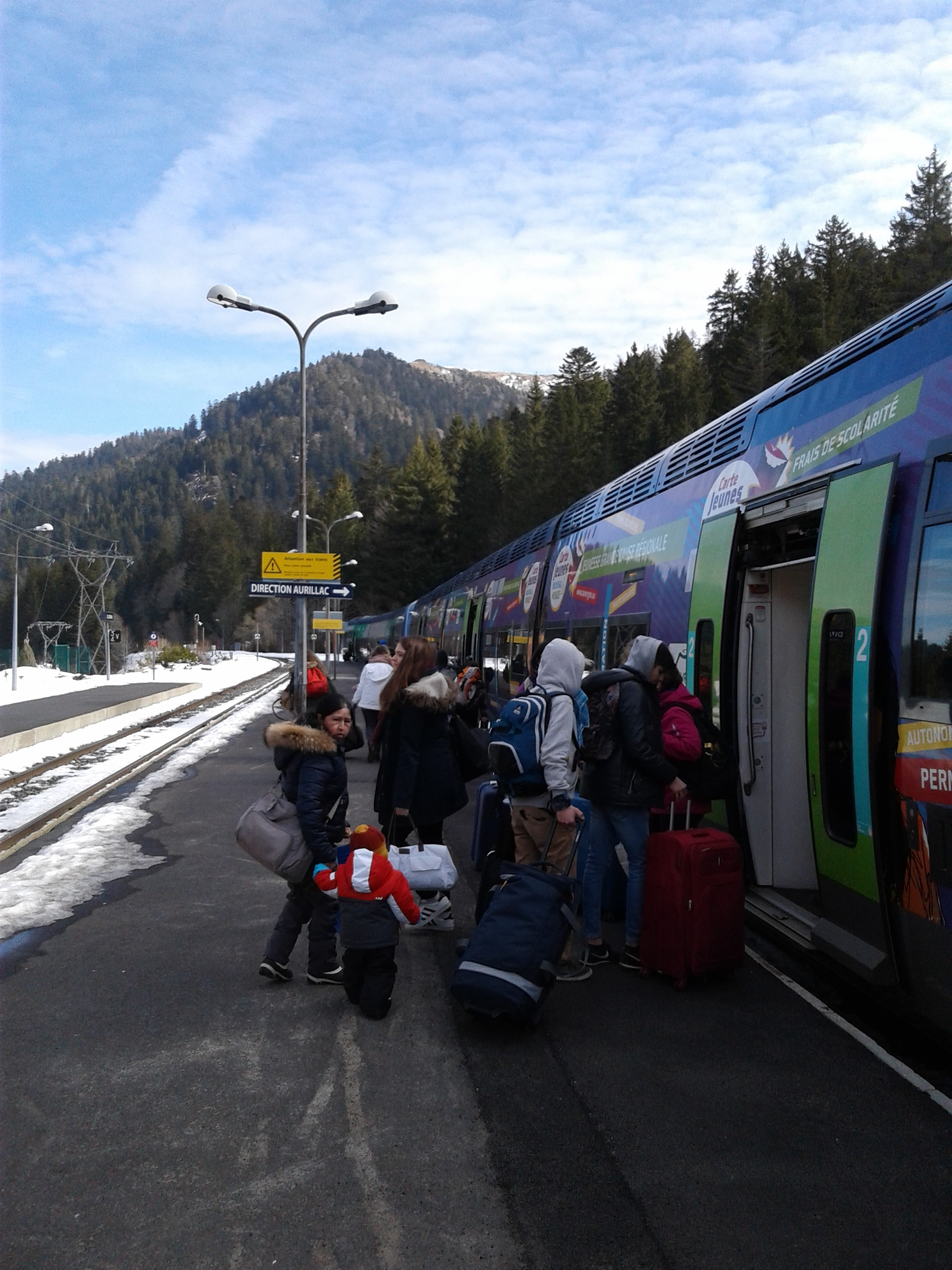
TER pour Toulouse en gare du Lioran.

## Caractéristiques

### Équipement
La ligne est à voie unique et non électrifiée et est exploitée par 3 régimes d'exploitations différents, eux-mêmes associés à 3 types de signalisations :
- de Figeac à Maurs : voie unique à signalisation ordinaire (VUSO) équipée du cantonnement téléphonique (CT) assisté par informatique (CAPI)[10] ;
- de Maurs à Aurillac : voie banalisée équipée du block automatique à permissivité restreinte (BAPR)[10] ;
- d'Aurillac à Arvant : voie unique équipée du block manuel (BMVU)[11].

## Desserte
La ligne est desservie par les trains suivants :
- Intercités entre Neussargues et Arvant (correspondance à Clermont-Ferrand pour Paris-Bercy) ;
- TER Auvergne-Rhône-Alpes entre Aurillac et Clermont-Ferrand (correspondance pour Paris-Bercy) ainsi qu'entre Aurillac et Brive (correspondance pour Paris-Austerlitz) ;
- TER Occitanie entre Aurillac, Figeac et Toulouse-Matabiau ;
- TER entre Toulouse-Matabiau et Clermont-Ferrand (un aller-retour quotidien)
- lignes touristiques du Gentiane express ou du Tour du Cantal.

## La ligne dans la littérature
La ligne est décrite dans un récit d'Henri Vincenot de la série des Voyages du professeur Lorgnon paru dans La Vie du Rail des 15 et 22 janvier 1961 sous le titre « Le train dans un volcan » réédité en ̇1983 et en 2003 aux éditions Omnibus.